# Kotterheidberg
Kotterheidberg ist eine Ortslage in der bergischen Großstadt Solingen.

## Lage und Beschreibung
Kotterheidberg befindet sich südwestlich im Norden des Stadtbezirks Burg/Höhscheid an der Grenze zu Solingen-Mitte. Der zu Höhscheid gehörende Ort liegt an einem Südufer des Nacker Bachs, der sich in Ost-West-Richtung zwischen zwei Höhenrücken erstreckt. Im Norden verläuft die Mangenberger Straße, die als Landesstraße 67 ausgewiesen ist, und im Süden die Katternberger Straße, die als Kreisstraße 3 ausgewiesen ist. Der Ort liegt im Talgrund an der nach ihm benannten Straße Kotterheidberg, dort sind noch einzelne Fachwerk- und Schieferhäuser erhalten. Erreichbar ist er über den Schmiedeweg oder die Grundstraße.
Benachbarte Orte sind bzw. waren (von Nord nach West): Ernenkotten, Untenmangenberg, II. Heidberg, Kirschbaumer Hof, Obenpilghausen, Stübchen, Hossenhaus, Kottermühle, Kotten und Untengönrath.

## Etymologie
Bei dem Ortsnamen handelt es sich um eine Zusammensetzung aus den Jahrhunderte alten Namen der benachbarten Hofschaften Kotten und Heidberg. Er beschreibt einen mit Heidekraut bewachsenen Berg bei der Hofschaft Kotten.

## Geschichte

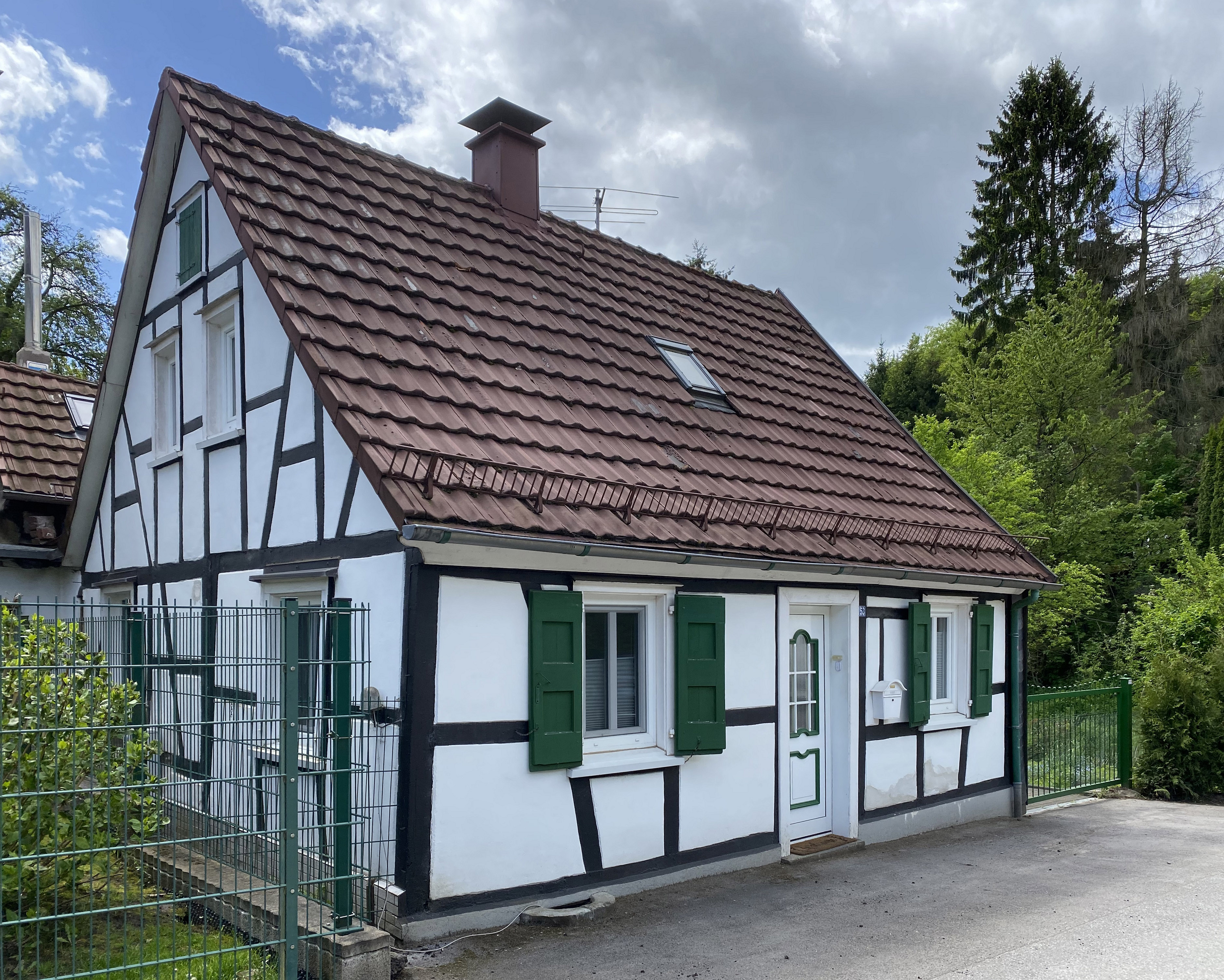
Haus in Kotterheidberg

Der Ort ist seit dem 19. Jahrhundert auf Kartenwerken verzeichnet. Die Topographische Aufnahme der Rheinlande von 1824 und die Preußische Uraufnahme von 1844 verzeichnen ihn noch nicht. In der Preußischen Neuaufnahme von 1892 ist der Ort als Kotterheidberg verzeichnet. In der Karte Stadt- und Landkreis Solingen des Landmessers August Hofacker von 1898 ist der Ort unbenannt verzeichnet.
Nach Gründung der Mairien und späteren Bürgermeistereien Anfang des 19. Jahrhunderts gehörte der Ort zur Bürgermeisterei Höhscheid, die 1856 zur Stadt erhoben wurde und lag dort in der Flur II. Pilghausen.
Mit der Städtevereinigung zu Groß-Solingen im Jahre 1929 wurde Kotterheidberg ein Ortsteil Solingens.